# Jacopo Tedaldi
Jacopo Tedaldi o Tetaldi fue un comerciante florentino del siglo XV que se sabe participó en el sitio final de Constantinopla contra las tropas otomanas del sultán Mehmed II en abril-mayo de 1453.

## Biografía
Se desconocen las razones de la presencia de Jacopo Tedaldi en Constantinopla, pero es muy probable que estuviera allí por negocios ya que la capital bizantina todavía era un importante lugar de comercio en ese momento.
De todos modos, participó en los combates y el 29 de mayo, día del asalto final, estuvo presente en las murallas. Cuando se enteró de la entrada de los otomanos en la ciudad, huyó nadando antes de ser recogido por un barco veneciano que logró salir de la ciudad y llegar a la isla de Negroponte.
En la isla, Jacopo Tedaldi parece haber conocido a un tal Jean Blanchin a quien le contó su historia del sitio de Constantinopla. Este texto estaba dirigido al cardenal Alain de Coëtivy. Este texto existe en varias copias en latín y francés, pero parece haber sido escrito en italiano. Según Steven Runciman, ofrece un relato preciso y honesto del asedio y David Nicolle a menudo se refiere a este para describir la fuerza de los beligerantes.
Según Marie-Louise Contasty, parece que las primeras versiones francesas se modificaron con la adición de partes que describen hechos posteriores del asedio. Así, nos enteramos de que Mehmed II decidió una tregua en sus conquistas tras la toma de la ciudad. Esta información falsa podría haber sido agregada por partidarios de una cruzada con fines propagandísticos. De hecho, la supuesta tregua concedió tiempo a los occidentales para organizarse y hacer más probables las posibilidades de una cruzada exitosa.